# Jochen Fricke
Jochen Fricke (* 25. Februar 1938 in Jena) ist ein deutscher Physiker und Wissenschaftsjournalist. Ein Schwerpunkt seiner publizistischen und wissenschaftlichen Arbeit ist Energietechnik und damit verbundene Materialwissenschaft (Wärmeisolation, Aerogele).
Fricke promovierte 1967 und habilitierte sich 1974 an der Universität Würzburg, an der er 1975 wissenschaftlicher Rat und Professor wurde. Seit 2002 ist er dort Lehrbeauftragter.
1991 bis 2005 war er Vorstandsvorsitzender des Bayerischen Zentrums für Angewandte Energieforschung e.V. (ZAE Bayern) in Würzburg. 2006 war er Sprecher des bayerischen Clusters Energietechnik.
Von ihm stammen zahlreiche Beiträge in Physik in unserer Zeit. Er war 1970 einer der beiden Gründungsredakteure der Zeitschrift und 1970 bis 1992 Chefredakteur.
1990 erhielt er die  Medaille für naturwissenschaftliche Publizistik der Deutschen Physikalischen Gesellschaft (DPG). 1993 erhielt er den ITCC Award und 2004 die bayerische Staatsmedaille für besondere Verdienste um die Wirtschaft.
1995 bis 2003 war er Mitherausgeber des Journal of Porous Materials.

## Schriften (Auswahl)
- mit Walter L. Borst: Ein Lehrbuch der physikalischen Grundlagen. Energiequellen – Energiespeicherung – Energietransport – Energiekonservierung, Oldenbourg, 1981,  2. Auflage 1984
- *Englische Ausgabe: Essentials of Energy Technology: Sources, Transport, Storage, Conservation, Wiley-VCH 2014
- als Herausgeber: Aerogels : Proceedings of the First International Symposium, Würzburg, Fed. Rep. of Germany September 23–25, 1985, Springer 1986
- mit Ludwig M. Moser, H. Scheurer, G. Schubert: Schall- u. Schallschutz – Grundlagen und Anwendungen, Wiley-VCH, 1983, 1996
- als Hrsg. mit Rainer Flöhl: Moral und Verantwortung in der Wissenschaftsvermittlung: Die Aufgabe von Wissenschaftler und Journalist. Von Haase und Koehler, Mainz 1987.
- mit A. Beck, E. Binder: Vakuum-Isolationspaneele für Gebäude. Ein Lehrbuch, ZAE Bayern 2007